# Novy Mir (revista)

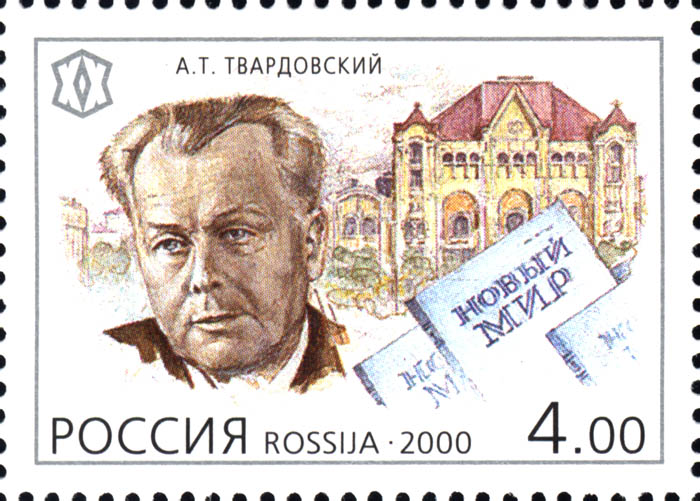
Sello ruso de 2000 dedicado al poeta Aleksandr Tvardovski, editor en jefe de Novy Mir.

Novy Mir (en cirílico ruso Но́вый Ми́р; traducido como Nuevo Mundo) es una revista literaria en idioma ruso que se lleva publicando en Moscú desde enero de 1925 y que en su momento fue órgano oficial de la Unión de Escritores Soviéticos.

## Historia
Sus primeros números fueron publicados en Nueva York (1916-1917) por emigrantes revolucionarios rusos ligados al Partido Obrero Socialdemócrata de Rusia antes regresar durante la Revolución de Febrero de 1917. Se fundó a sugerencia de Yuri Steklov, editor de Izvestia. Durante los primeros años publicaba principalmente prosa que seguía las líneas del Partido Comunista que promulgaba el realismo socialista.
A principios de la década de 1960, durante el deshielo de Jrushchov, en el número de noviembre de 1962 Novy Mir publicó Un día en la vida de Iván Denísovich de Aleksandr Solzhenitsyn, una novela corta (póvest) que trata sobre la vida de un preso del Gulag. Con la llegada de Serguéi Zalyguin a la dirección en 1986 y el comienzo de la perestroika, la revista volvió a su mirada crítica de la sociedad soviética, así como publicó ficción y poesía de autores anteriormente prohibidos como George Orwell, Joseph Brodsky o Vladímir Nabókov.

## Redactores jefe
- Viacheslav Polonski (1926-1931)
- Iván Gronski (1931-1937)
- Vladímir Stavski (1937-1941)
- Vladímir Scherbina (1941-1946)
- Konstantín Símonov (1946-1950)
- Aleksandr Tvardovski (1950-1954)
- Konstantín Símonov (1954-1957)
- Aleksandr Tvardovski (1958-1970)
- Valeri Kosolápov (1970-1974)
- Serguéi Narovchátov (1974-1981)
- Vladímir Kárpov (1981-1986)
- Serguéi Zalyguin (1986-1998)
- Andréi Vasilevski (1998- )